# Batthyány Lajos (miniszterelnök)
Németújvári gróf Batthyány Lajos Ferenc József (Pozsony, 1807. február 10. – Pest, 1849. október 6.) államférfi, Magyarország első alkotmányos miniszterelnöke, vértanú.
Egy nagy és szép ügy hősi vértanúja, aki lelkét visszaadta Istennek, de emléke örökké élni fog sziveinkben, emléke élni fog az utolsó magyar legutolsó lélegzetvételéig. – Teleki László

## Családja és származása
Az ősrégi főnemesi származású németújvári gróf Batthyány család sarja. Gróf Batthyány József Sándor (1777–1812) és a lomnicai Skerlecz család sarja, lomnicai Skerlecz Borbála (1779–1834) második gyermekeként látta meg a napvilágot, akik 1801. szeptember 7-én kötöttek házasságot, Szombathelyen. Batthyány Lajos grófnak egyetlen testvére volt, gróf Batthyány Amália (1805–1866), aki először gróf Karl Theodor von Westerholt (†1863), majd gróf Franz Jenison von Walworth (1787–1869) felesége lett.
Batthyány Lajos gróf anyai nagyszülei lomnicai Skerlecz Ferenc (1731–1802) helytartó tanácsos, békési főispán, udvari tanácsos, a Szent István-rend lovagja, és a nemeskéri Kiss család sarja, nemeskéri Kiss Rozália (1739–1842) voltak. Anyai dédanyja pedig a barkóci Rosty család sarja, lomnicai Skerlecz Sándorné barkóci Rosty Anna Mária (1710–1763) volt, akinek a szülei barkóci Rosty István (†1744), királyi tanácsos, Vas vármegye első alispánja, országgyűlési követe, huszárkapitány, és szarvaskendi és óvári Sibrik Terézia (1692–1755) voltak. Anyja révén nagybátyja Skerlecz József (1766–1835), császári és királyi kamarás, Vas vármegye követe, insurgens ezredes, földbirtokos; az egyik nagynénje Skerlecz Antónia (1770–1820), akinek az első férje jeszeniczei Jankovich János (1762-1806), Nógrád vármegyei táblabíró, inszurgens ezredes, földbirtokos, a második férje ghymesi és gácsi gróf Forgách Antal (1692–1755), császári és királyi kamarás, földbirtokos, valamint a másik anyai nagynénje Skerlecz Mária (1777–1828), akinek a férje nedeczei Nedeczky Ferenc (1769–1835), Zala vármegyei másodaljegyzője, táblabíró, árvaszéki elnök, földbirtokos.  

## Életpályája
Apja Ikervár, Szalónak, Tót-Morácz és Dobra vasvármegyei és egyéb birtokoknak ura volt.
Batthyány Lajos gróf keresztszülei nemes Pesty Pál és Klicsky Terézia, egy lovas kapitány özvegye voltak. A keresztelési szertartást Keller György pozsonyi plébános végezte.
A szülők házassága az apa igen szenvedélyes természete és az anya pazarló hajlama miatt nem volt harmonikus, ezért 1807-ben elváltak. Amikor Skerlecz Borbála, különvált Lajos apjától, Bécsbe költözött a két gyermekével. A már évek óta betegeskedő gróf Batthyány József 1811. április 7-én, a Vas vármegyei Ikerváron kelt végrendeletében minden ősi és szerzett javait egyetlen fiára, Lajosra hagyta olyan formán, hogy a vagyont nagykorúságáig a vármegye első alispánja vagy árvaválasztmánya felügyelete alatt kezeljék. Rendelkezett, hogy fia (és a lánya is)  kapjanak évente igen jelentős pénzösszeget, amíg el nem érnek a nagykorúságig. A végrendelet végrehajtójának Vas vármegye első alispánját, kisgeszényi Szabó Ignácot (1770–1828) jelölte ki, aki azonban nem szerzett érvényt jogainak, hanem megelégedett az özvegynek azzal a kijelentésével, hogy egyetért a végrendelettel, és végrehajtásáról ő gondoskodik. Ilyen módon, Skerlecz Borbála a javak feletti rendelkezési jogát megszerezte, miután az apa meghalt,  s 1812-ben megkaparintotta az akkor ötéves Lajos hatalmas örökségét, és fényűző életet élt a birtokon. Lajost eleinte házitanító oktatta, majd anyja visszaküldte Bécsbe, a Klinkowström-féle nevelőintézetbe, így sokáig szinte árvaként nőtt fel, dacos, nehezen kezelhető gyerekként.

### Fiatalsága
16 évesen fejezte be intézeti tanulmányait. Ezután a zágrábi jogi akadémián tanult. 1826-ban katonatisztnek állt, és kadétként négy évre Itáliába ment, ahol a Miklós-huszároknál hamarosan hadnagyi rangot ért el. Eközben (itt a források ellentmondóak) valószínűleg 1827-ben diplomázott. Katonaként meglehetősen könnyelmű életet élt, és örökségére várva, nagy adósságot halmozott fel. Anyjával hosszas perbe bonyolódott a jussáért, amit végül 24 évesen, nagykorúvá válva sikerült megszereznie. Ekkor elhagyta a katonaságot, és hazaköltözött Vas megyébe. Birtokait korszerűsítette, és elkezdett ismerkedni Magyarországgal és a magyar nyelvvel.
1830-ban a főrendi ház tagja lett,  e minőségében jelen volt a koronázó országgyűlésen, de eleinte semmilyen politikai szerepet nem vállalt.

### Házassága és leszármazottjai
1834. december 4-én, Pozsonyban a Szent Márton-dómban feleségül vette  zicsi és vásonkeői gróf Zichy Antónia Erzsébet Valburga (Cífer, 1816. július 14. – Dáka, 1888. szeptember 28.) kisasszonyt, akinek a szülei Zichy Károly (1785–1876) gróf, császári és királyi kamarás és németújvári Batthyány Antónia (1789–1825) grófnő voltak. 

A házasságkötéskor a tanúk gróf Batthyány Imre szabolcsi főispán, valamint a menyasszony nagybátyja, gróf Zichy Ferenc főispán, valóságos belső titkos tanácsos voltak. 

A kortársak szerint felesége ösztönözte az aktívabb, reformpárti szerepvállalásra. Hasonló nézeteket vallott sógornője, Zichy Karolina grófnő, gróf Károlyi György felesége is; e két család szalonjai Pesten, Pozsonyban és Ikervárott a társasági és közélet valóságos központjaivá váltak. Batthyány 1839-ben birtokán cukorgyárat alapított.
Öt gyermekük született: 
- gróf Batthyány Antónia Mária Ludovika Karolina (Ikervár, 1835. augusztus 25. – Bergamo, Lombard–Velencei Királyság, 1837. augusztus 28.)
- gróf Batthyány Emmanuela Anna Karolina (Pozsony, 1837. december 24. – Budapest, 1922. március 3.). Férje: németújvári gróf Batthyány Géza Viktor (1838–1900), gyermekeik Batthány Lajos (1860–1951) győri főispán és fiumei kormányzó, Viktor (1861–1891) és Béla (1863–1949).
- gróf Batthyány Ilona Karolina Amália Mária Antónia (Ikervár, 1842. július 1. – Cinkota, 1929. március 21.),[10] akinek első férje buzini gróf Keglevich Béla (1833–1896), második férje: benicei és micsinyei Beniczky Gábor (1852–1891) volt.
- gróf Batthyány Ákos Boldizsár Károly Örs (Pest, 1845. október 20. – Pest, 1845. december 28.)[11][12]
- gróf Batthyány Elemér Boldizsár Kázmér (Pest, 1847. április 8. – Budapest, 1932. január 9.), a magyar lovaregylet elnöke, híres lótenyésztő és versenyző. Nőtlen volt és gyermekek nélkül hunyt el.[13]

### Batthyány, a reformpolitikus

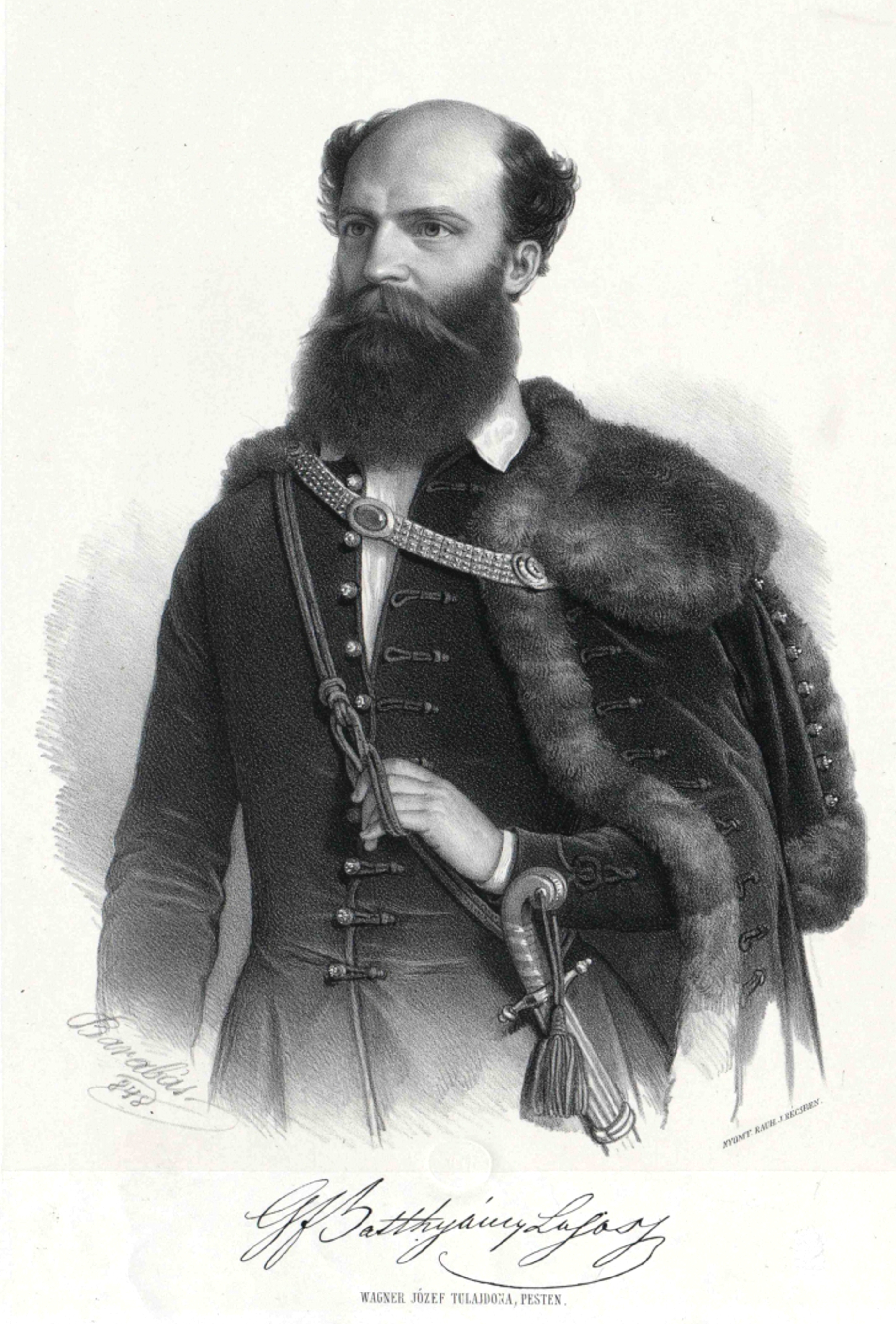
Barabás Miklós: Batthyány Lajos, 1848

Komolyabb politikai szerepet először az 1839–40-es pozsonyi országgyűlésen töltött be mint a főrendiházi ellenzék vezére. A csoport számára határozott reformprogramot fogalmazott meg. Az ő javaslatára kezdték 1840-ben gyorsírásos naplóban rögzíteni a felsőház eseményeit. Eleinte maradéktalanul osztotta Széchenyi István gróf gazdasági és politikai nézeteit. Már az ezernyolcszázharmincas évek elején azok közt volt, akik kezdeményezték a lónemesítést, majd lóversenyek rendezésével serkentették az állattenyésztést, lerakva ezzel a magyar gazdasági egyesület alapjait. Ugyancsak Széchenyi példájára felkarolta a selyemhernyó-tenyésztést is, és ehhez több mint 50 000 eperfát ültettetett birtokán. Ez idő tájt alakult meg az ő közreműködésével a Vas vármegyei szombathelyi gazdasági egyesület, 1843-ban pedig az ő elnöksége alatt alakult meg a Cukorgyáregylet.
Eleinte abban is egyetértett Széchenyivel, hogy a reformmozgalmat a főnemeseknek, az arisztokratáknak kell vezetniük, ám programja a köznemesség határozottabb reformelképzeléseihez állt közelebb. A Széchenyi és Kossuth között 1841-től kezdődő vitákban eleinte kerülte a határozott állásfoglalást. Kossuthtal az Iparegyesület elnökeként és más gazdasági egyesületek vezetőjeként 1843-ban került személyes kapcsolatba, és együttműködésük mind szorosabbá vált. Az 1843–44-es országgyűlésen már nemcsak a főrendi, hanem az egész országgyűlési szabadelvű ellenzék aktív vezéralakja is volt; a főrendi naplókban mintegy 200 felszólalását rögzítették. Abszolutista bel- és külpolitikájáért élesen bírálta a bécsi kormányzatot.
Az országgyűlés berekesztése után Pestre költözött, és 1845-ben az ellenzék központi választmányának elnökévé választották. Aktív szerepet vállalt újabb gazdasági egyesületekben (Magyar Kereskedelmi Társaság, Magyar Cukorgyár Egyesület), majd a Védegylet szervezésében (ennek elnöke távoli rokona, Batthyány Kázmér gróf lett). 1846-tól legfőbb törekvése az ellenzék egységesítése, egy párt szervezése, programjának kidolgozása lett. Az Ellenzéki Párt 1847. március 15-én alakult meg, és első elnökévé Batthyány Lajost választották.
Kossuth döntően neki, - az erkölcsi és anyagi támogatásának köszönhette, hogy az 1847-es országgyűlésre Pest megyei követté választották; ezután a főrendi házban Batthyány gróf, az alsóházban pedig Kossuth Lajos lett az ellenzék vezére. A reformokból született első, modern értelemben vett országgyűlési, vagyis az 1848-as választásokon, a sárvári kerületben indult, amit megnyerve, parlamenti mandátumhoz jutott.

### A Batthyány-kormány

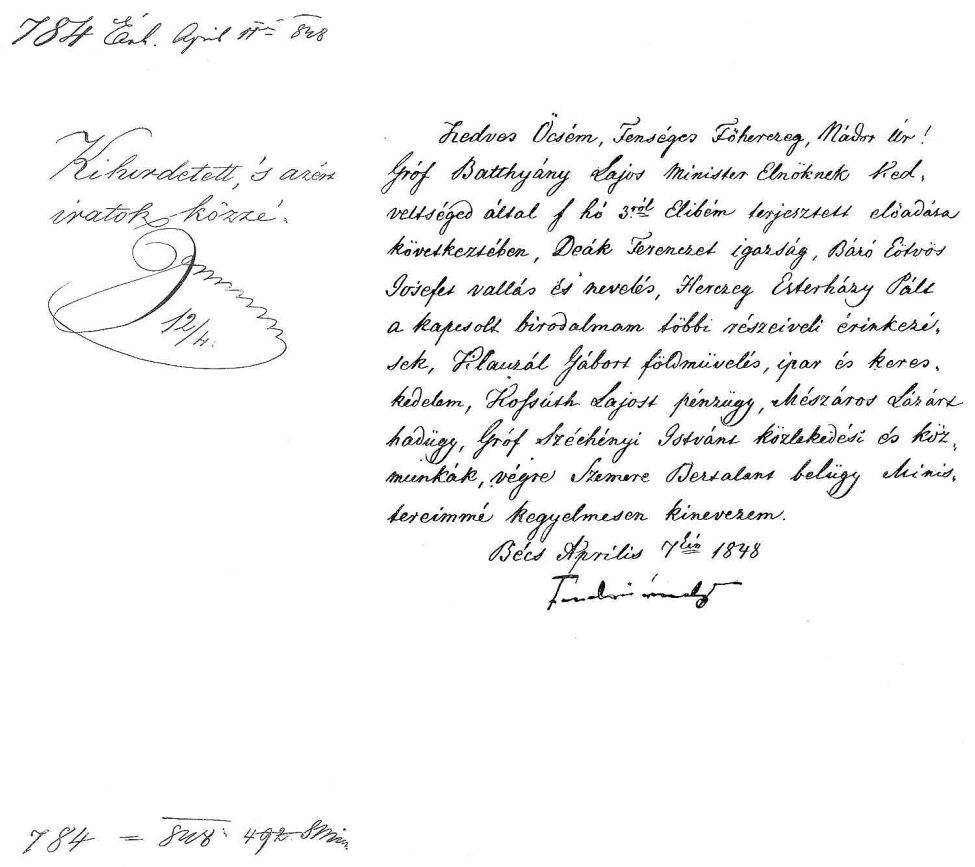
Az első magyar felelős minisztérium kinevezése

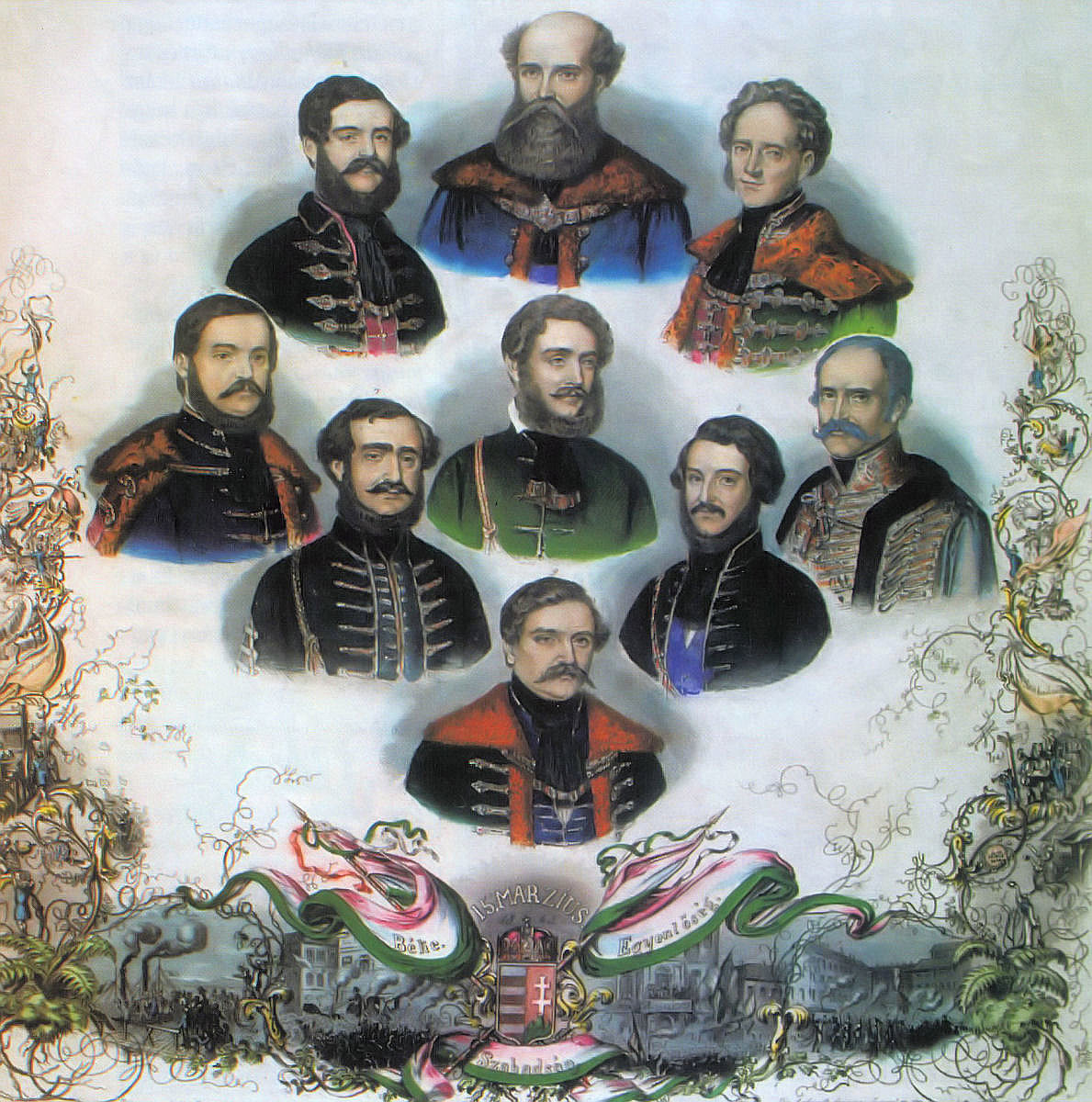
Batthyány Lajos kormánya

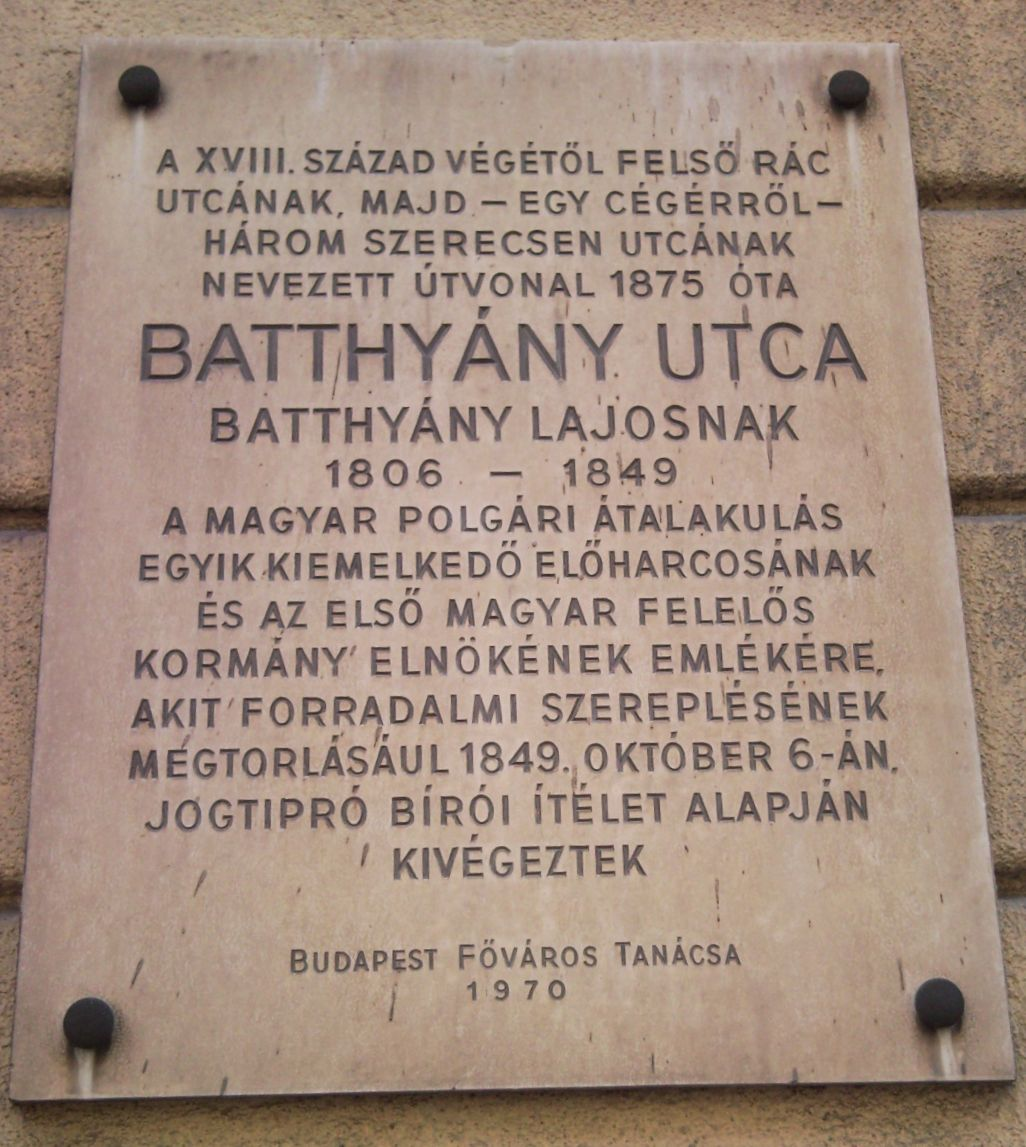
Emléktáblája:
I. kerület Batthyány utca 2.

A gödi emlékpad

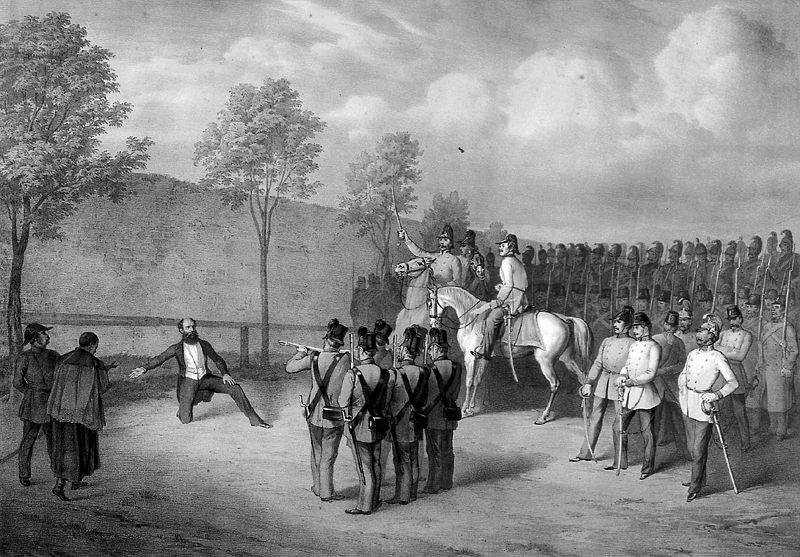
Batthyány Lajos kivégzése az Újépület udvarán

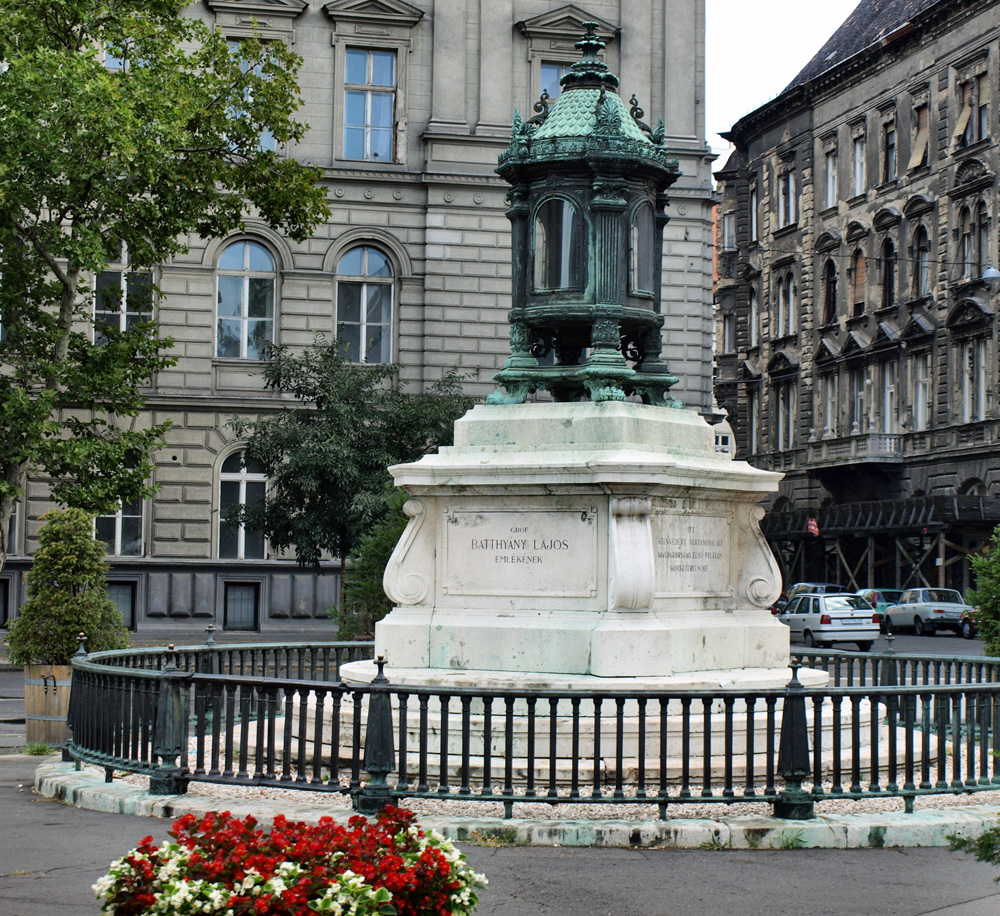
A Batthyány-örökmécses az egykori Újépület udvarának helyén emelt emlékmű, nemzeti kegyhely

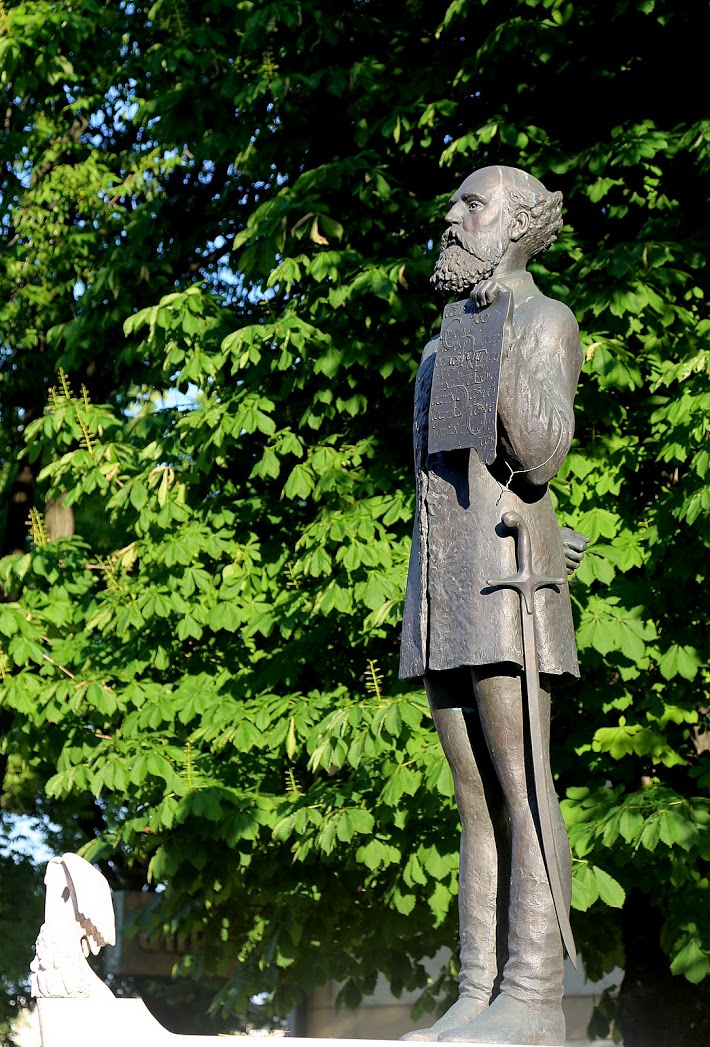
Batthyány Lajos szobra Budán, a róla elnevezett téren (Stremeny Géza, 2008)

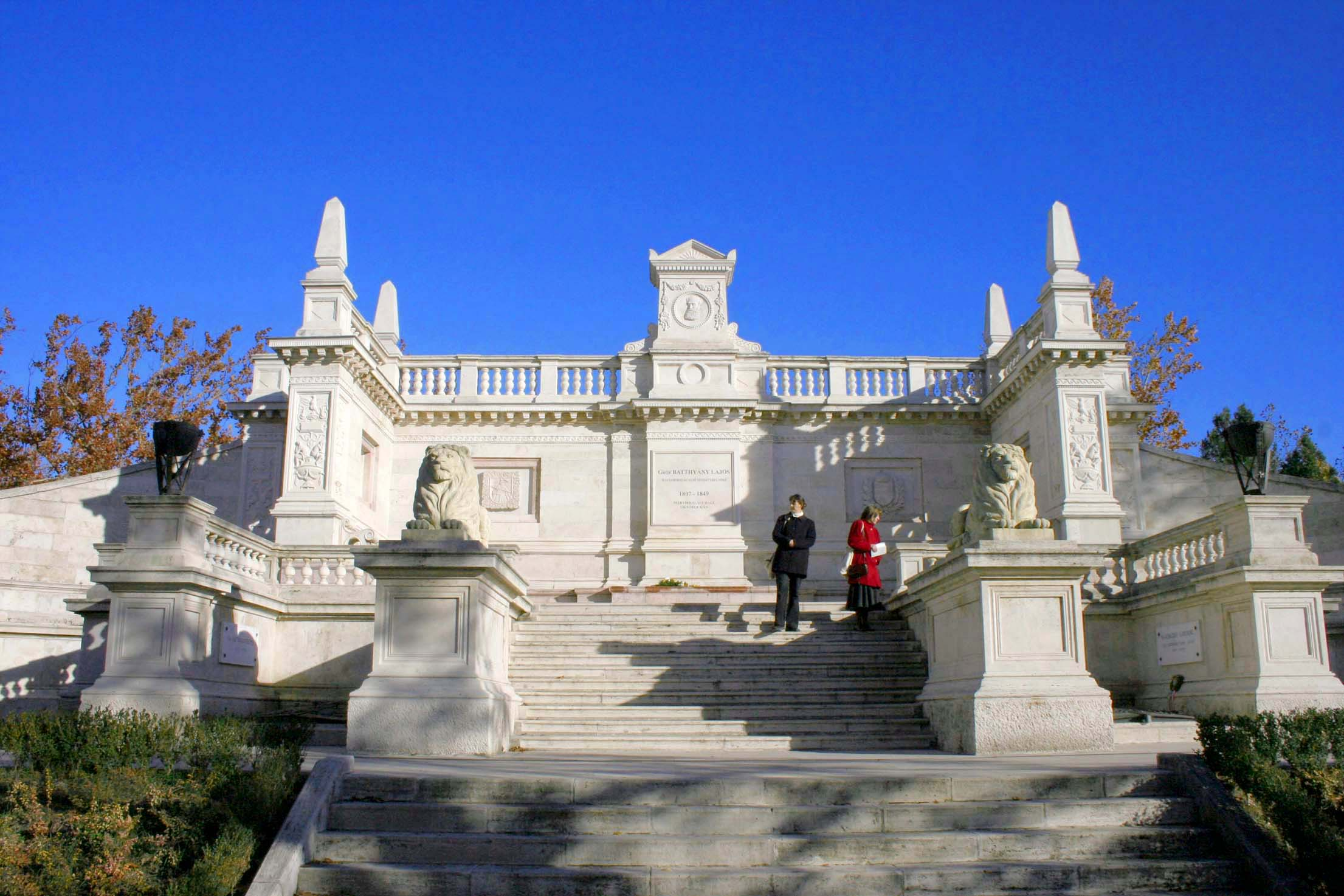
Schickedanz Albert tervezte mauzóleuma a budapesti Kerepesi temetőben felújítás után

Tagja volt az országgyűlés reformköveteléseit Bécsbe vivő küldöttségnek. V. Ferdinánd király 1848. március 17-én őt bízta meg az első magyar minisztérium (kormány) megalakításával. Az 1848. március 23-i ülésen terjesztette fel minisztereinek jegyzékét (Batthyány-kormány). Első feladataként kidolgozta, illetve kidolgoztatta az átalakulás törvényeit, és azokat elfogadtatta az utolsó rendi országgyűléssel. Kormánya e törvények hatályba lépése után, április 11-én kezdett működni. A rendkívül nehéz kül- és belpolitikai helyzetben Batthyány kiváló teljesítményt nyújtva, kortársai fölé magasodott: az 1848 márciusában hatalomra került kormánytagok közül ő maradt a legtovább, több mint fél évig volt hivatalában.
Legfontosabb feladatának Magyarország alkotmányos önkormányzatának kiépítését, ezen belül az önálló fegyveres erő megszervezését tekintette. Elérte, hogy a Magyarországon állomásozó császári-királyi csapatokat kormánya alá rendeljék (május 7-én). Megpróbálta hazavezényeltetni a korábban Magyarországon besorozott katonákat. Létrehozta az új törvények által előírt Nemzetőrséget, amelynek feladata hivatalosan a belbiztonság felügyelete volt. Májusban elkezdte szervezni az önálló magyar honvédséget is, és ehhez honvédeket toboroztatott. A nemzetőrség ügyeit az e célra létrehozott Országos Nemzetőrségi Haditanács élén maga intézte, és Mészáros Lázár hazatértéig (április 7. – május 23. között) ő vezette a hadügyminisztériumot is. Sikerült felállítania az első tíz honvédzászlóaljat; később ezek váltak a nemzeti haderő magjává. Az örökváltság és a közteherviselés ügyében Kossuth álláspontját fogadta el; a parasztságot az úrbér eltörlésével szerette volna a liberális nemesek oldalára állítani.
Bár az alkotmányos monarchia híve volt, és annak fenntartására törekedett, a bécsi udvarban egyre elégedetlenebbek voltak politikájával. Az Országgyűlés megbízásából augusztus 29-én Deák Ferenccel a királyhoz járult, kérve hogy utasítsák fegyverletételre a szerb felkelőket és állítsák le Josip Jelačić készülő támadását. Egyúttal felajánlotta Jellasicsnak, hogy hozzájárul Horvátország békés különválásához. Fáradozásai eredménytelennek bizonyultak: a király leiratában formálisan ugyan visszahívta tisztségéből a horvát bánt, a rendelkezést azonban nem hajtották végre, és a horvát csapatok szeptember 11-én betörtek Magyarországra. Ekkor Batthyány és kormánya (Kossuth Lajos, Szemere Bertalan és Mészáros Lázár kivételével) lemondott, de a nádor és mások felkérésére ismét elvállalta a tisztséget. Szeptember 13-án népfelkelést hirdetett, és a sereg vezérének István nádort kérte fel, ő azonban a király parancsára lemondott tisztségéről, és elhagyta az országot.
Az új kormányt az uralkodó (szeptember 25-én) nem fogadta el; Batthyány megbízatását érvénytelenítette, és a magyarországi haderők élére királyi főbiztosként Lamberg Ferenc Fülöp tábornokot nevezte ki – őt azonban 1848. szeptember 28-án Pesten a tömeg felkoncolta. Eközben (ugyancsak szeptember 28-án) Batthyány még egyszer Bécsbe utazott átalakítani kívánt kormányának névsorával, hogy megpróbáljon kompromisszumot kidolgozni az udvarral.
Jelentős mértékben az ő szervezőmunkájának köszönhető, hogy a sebtében régi ezredekből, nemzetőrökből, honvédekből felállított magyar haderő szeptember 29-én Pákozdnál megállította az országba betört horvát csapatokat. Belátva, hogy nem tud egyezségre jutni a királlyal, Batthyány október 2-án lemondott megbízatásáról, és hozzájárult utódja, a buzgón királyhű Vay Miklós kinevezéséhez. Egyszersmind lemondott országgyűlési mandátumáról is.

### Lemondása után
Közkatonaként belépett Vidos József kormánybiztosnak a Kuzman Todorović tábornok csapatai ellen induló seregébe, de az október 11-i csatában leesett lováról, és karját törte.
Felgyógyulása után újra országgyűlési követté választották. Ellenezte a parlament Debrecenbe költöztetését. Indítványára 1849 januárjának elején az országgyűlés az ő vezetésével küldöttséget menesztett az újabb támadó sereget vezető Windisch-Grätz tábornokhoz, hogy szándékait kipuhatolja, – Windisch-Grätz azonban még csak fogadni sem volt hajlandó őt (de a küldöttség többi tagját igen). Visszautazott Pestre, ahol 1849. január 8-án a Károlyi-palotában elfogták, és a budai laktanyába zárták. A magyar seregek közeledtével átszállították Pozsonyba, Laibachba, majd Olmützbe. A magyarok és a stájerek többször (Buda, Sárvár, Cilli) megpróbálták kiszabadítani, ezeket a kísérleteket azonban ő maga utasította vissza. Batthyány ekkor és később is mindvégig ragaszkodott ahhoz, hogy valamennyi cselekedete törvényes volt, és nem ismerte el a bíróság illetékességét, a bécsi kamarilla azonban őt tekintette a forradalmi mozgalom egyik elindítójának, és elhatározta, hogy kivégzésével példát statuál. Pere kimondott koncepciós per volt: Magyarország csak Ferdinánd császár 1848. október 3-án kiadott manifesztumai után számított „lázadó országnak”, Batthyányt azonban (és senki mást) az ez előtti, 1848-as nyári–tavaszi tetteiért „vonták felelősségre”.

## Kivégzése
A koholt vádakat Hegyesy Péter királyi ügyész állította össze. Batthyányt a vádpontok igazolására tíz alkalommal hallgatták ki február 12. és március 26. között. Az 1849. augusztus 16-án Olmützben összeült haditörvényszék először börtönbüntetésre és vagyonának elkobzására ítélte, majd ezt Schwarzenberg és a bécsi udvar nyomására kötél általi halálos ítéletre változtatta, de úgy, hogy az elítéltet az uralkodó kegyelmébe ajánlotta.
Ekkor Batthyányt Pestre szállították, hogy a kegyelmezés joga a császártól Haynauhoz kerüljön, de ő október 3-án jóváhagyta a halálos ítéletet, és el is rendelte Batthyány felakasztását. Az utolsó, engedélyezett látogatáson felesége egy parányi tőrt csempészett be neki. Ezzel súlyos sérüléseket ejtett a nyakán, de életben maradt, s így október 6-án a pesti Újépület (Neugebäude) udvarán kivégezték.
Október 6-a estére különféle izgatószerekkel olyan állapotba hozták, hogy saját lábán ment ki a vesztőhelyre, ahol megkönnyebbülten látta, hogy nincs ott a megalázó akasztófa. A pest-budai katonai kerület parancsnoka, Johann Kempen von Fichtenstamm altábornagy, aki később 1863-ban Pest város díszpolgára lett, látta, hogy Batthyány felakasztása a nyaksebei miatt és ilyen körülmények között lehetetlen. Mivel az ítélet végrehajtását sem akarta elhalasztani, ezért az ítéletet kénytelen volt golyó általira módosítani. A magyar miniszterelnököt, aki a súlyos vérveszteségtől támolygott, ketten kísérték. A kivégzőosztag előtt fél térdre ereszkedett. „Éljen a haza! Rajta, vadászok!” – kiáltotta.
A következőkről Szántóffy plébános így ír:
Miután színleg plébániám temetőjében sírt ásattam volna, Hausmann orvostudor és Bártfayné kíséretében esti 10 óra felé bérkocsiban megjelentem a rókusi kóroda kapuja előtt, mely egynehány perc múlva kinyilván, a boldogult miniszterelnök tetemeit egy egészen közönséges, mint nevezni szokták, létrásszekér vitte kifelé, mint rendelve volt, a józsefvárosi temetőbe. Hárman a fiakerben nyomban követtük minden akadály nélkül, csak a vámháznál a katonai őrség vizsgáltatta a halottas kocsi tartalmát, míg végre a temetőbe érve, leszálltam a kocsiról, és mint a hely ura, színlelten kissé szigorúbb szavakban kifejezést adva tettetett elégedetlenségemnek az ásott sír nem elegendő mélysége s egyéb célszerűsége felett, ez ürügy alatt a halottas kocsisnak megparancsoltam, hogy miután éjjel új ásás által a dolgon segíteni nem lehet, forduljon vissza, s hajtson, amerre parancsolni fogom. S így történt, hogy ismét a vámház mellett el – hol többé kérdőre sem vontak – egyenesen a szent ferenciek zárdája felé hajtattam, hol mintegy éjjel 11 óra felé érkeztünk meg, s hol már vártak bennünket. Boldogult Dank Agáp néhány csak öregebb páter kíséretében, kik a titokba be voltak avatva, égő fáklyákkal fogadott bennünket. A halottaskocsi hazarobogott, a holttetemek pedig a sírboltba vitettek, és egyházi szertartás mellett néhány atya és segédkező jelenlétében ünnepélyesen beszenteltettek.
A tetem befalazása után elhelyezett vörös márványlapnak a belső felén volt a felirat: „1849dik évi October hó 6kán az Urban elhunyt G · B · L ·  áldás és béke hamvaira.”

## Írásai
Országgyűlési beszédei és írásai a korabeli naplókban és politikai lapokban találhatóak. A cukorrépa termesztésről szóló szakszerű írása a Magyar Gazda című folyóirat 1842. évfolyamának második számában jelent meg.
- Batthyány Lajos; vál., bev., jegyz. Erdődy Gábor; Új Mandátum, Budapest, 1998 (Magyar szabadelvűek)
- Batthyány Lajos reformkori beszédei, levelei, írásai; sajtó alá rend. Molnár András; Zala Megyei Levéltár, Zalaegerszeg, 1998
- Gróf Batthyány Lajos miniszterelnöki, hadügyi és nemzetőri iratai, 1-2.; dokumentumvál., jegyz., előszó Urbán Aladár, szerk. Róna Judit; Argumentum, Budapest, 1999

## Emlékezete
- Holttestét családja előbb a pesti ferences templom kriptájában rejtette el,[21] majd 1870. június 9-én a nemzet gyásza mellett átvitték a Kerepesi temetőbe. Sírja fölé 1874-ben a székesfőváros díszes mauzóleumot emelt (Schickedanz Albert műve).
- Arcképét Barabás Miklós festette meg.
- Batthyány-örökmécses Budapest V. kerületében.
- A Batthyány tér és a Batthyány utca Budapest I. kerületében (a Vízivárosban). A Batthyány utca elején (a 2. sz. házon) emléktábla, a Batthyány téren 2008-tól köztéri szobor őrzi emlékét.
- A Professzorok Batthyány Köre (2002-ben alakult civil szervezet).
- A Batthyány Lajos Alapítvány (1991-ben létrehozott magánalapítvány).
- Batthyány Társaság emlékérme 1994 Tervező: ifj. Szlávics László
- Születése 200. évfordulójára a Magyar Nemzeti Bank ezüst emlékpénzt adott ki. Tervező: Csikai Márta
- Gödön emlékpad örökíti meg a kivégzőosztag előtt mondott utolsó mondatát.
- Budapesten, az I. kerületben általános iskola őrzi a nevét (Batthyány utca 8.).

## Származása
| gróf németújvári Batthyány Lajos (Pozsony, 1807. február 10.– Pest, 1849. október 6) államférfi, miniszterelnök, vértanú | Apja: gróf németújvári Batthyány József (Szalonak, 1777. április 10 – Ikervár, 1812. július 13) földbirtokos | Apai nagyapja: gróf németújvári Batthyány Miksa (Graz, 1739. október 24.– Szalonak, 1805. március 30) földbirtokos                                                                         | Apai nagyapai dédapja: gróf németújvári Batthyány Zsigmond (1712. február 20– 1777. október 8) császári és királyi tanácsos, földbirtokos (Szülei: gróf Batthyány Zsigmond, földbirtokos és gróf Elisabeth Rosina von Gallenberg) |
| gróf németújvári Batthyány Lajos (Pozsony, 1807. február 10.– Pest, 1849. október 6) államférfi, miniszterelnök, vértanú | Apja: gróf németújvári Batthyány József (Szalonak, 1777. április 10 – Ikervár, 1812. július 13) földbirtokos | Apai nagyapja: gróf németújvári Batthyány Miksa (Graz, 1739. október 24.– Szalonak, 1805. március 30) földbirtokos                                                                         | Apai nagyapai dédanyja: gróf Lengheimb Róza (Graz, 1707. szeptember 13.– Graz, 1788. december 30) (Szülei: gróf Max Adam von Lengheimb és gróf Ernestina Schlick von Passaun)                                                     |
| gróf németújvári Batthyány Lajos (Pozsony, 1807. február 10.– Pest, 1849. október 6) államférfi, miniszterelnök, vértanú | Apja: gróf németújvári Batthyány József (Szalonak, 1777. április 10 – Ikervár, 1812. július 13) földbirtokos | Apai nagyanyja: Flaesser Magda | Apai nagyanyai dédapja: n.a. |
| gróf németújvári Batthyány Lajos (Pozsony, 1807. február 10.– Pest, 1849. október 6) államférfi, miniszterelnök, vértanú | Apja: gróf németújvári Batthyány József (Szalonak, 1777. április 10 – Ikervár, 1812. július 13) földbirtokos | Apai nagyanyja: Flaesser Magda | Apai nagyanyai dédanyja: n.a. |
| gróf németújvári Batthyány Lajos (Pozsony, 1807. február 10.– Pest, 1849. október 6) államférfi, miniszterelnök, vértanú | Anyja: lomniczai Skerlecz Borbála Julianna Antónia (Pozsony, 1779. augusztus 10 – Bécs, 1834. október 24)    | Anyai nagyapja: lomniczai Skerlecz Ferenc (Rohonc, 1731.– Olad, 1802. október 10) helytartó tanácsos, királyi tanácsos, Békés vármegye főispánja, a Szent István-rend vitéze, földbirtokos | Anyai nagyapai dédapja: lomniczai Skerlecz Sándor (Nagyselmec, 1700. április 4–†?) földbirtokos (Szülei: Skerlecz Miklós, földbirtokos és nemes Korchmáros Anna)                                                                  |
| gróf németújvári Batthyány Lajos (Pozsony, 1807. február 10.– Pest, 1849. október 6) államférfi, miniszterelnök, vértanú | Anyja: lomniczai Skerlecz Borbála Julianna Antónia (Pozsony, 1779. augusztus 10 – Bécs, 1834. október 24)    | Anyai nagyapja: lomniczai Skerlecz Ferenc (Rohonc, 1731.– Olad, 1802. október 10) helytartó tanácsos, királyi tanácsos, Békés vármegye főispánja, a Szent István-rend vitéze, földbirtokos | Anyai nagyapai dédanyja: barkóczi Rosty Anna Mária (1710. –Csempesz, 1763. szeptember 25) (Szülei: barkóczi Rosty István, kir. tanácsos, Vas vármegye alispánja, földbirtokos, és szarvaskendi és óvári Sibrik Teréz)             |
| gróf németújvári Batthyány Lajos (Pozsony, 1807. február 10.– Pest, 1849. október 6) államférfi, miniszterelnök, vértanú | Anyja: lomniczai Skerlecz Borbála Julianna Antónia (Pozsony, 1779. augusztus 10 – Bécs, 1834. október 24)    | Anyai nagyanyja: nemeskéri Kiss Rozália (Veszprém, 1739. szeptember 29– Bécs, 1822. február 4)                                                                                             | Anyai nagyanyai dédapja: nemeskéri Kiss Sándor (1695.–Veszprém, 1777. augusztus 5) veszprémi alispán, királyi tanácsos, földbirtokos, (Szülei: nemeskéri Kiss Dániel, földbirtokos, és Purganics Erzsébet)                        |
| gróf németújvári Batthyány Lajos (Pozsony, 1807. február 10.– Pest, 1849. október 6) államférfi, miniszterelnök, vértanú | Anyja: lomniczai Skerlecz Borbála Julianna Antónia (Pozsony, 1779. augusztus 10 – Bécs, 1834. október 24)    | Anyai nagyanyja: nemeskéri Kiss Rozália (Veszprém, 1739. szeptember 29– Bécs, 1822. február 4)                                                                                             | Anyai nagyanyai dédanyja: királydaróczi Daróczy Zsófia (1716.–Veszprém, 1782. augusztus 22) (Szülei: Daróczy Ferenc, udvari tanácsos, Tolna, Baranya, Bács vármegye alispánja, és eörményesi Fiath Zsófia)                        |